# 黑沙

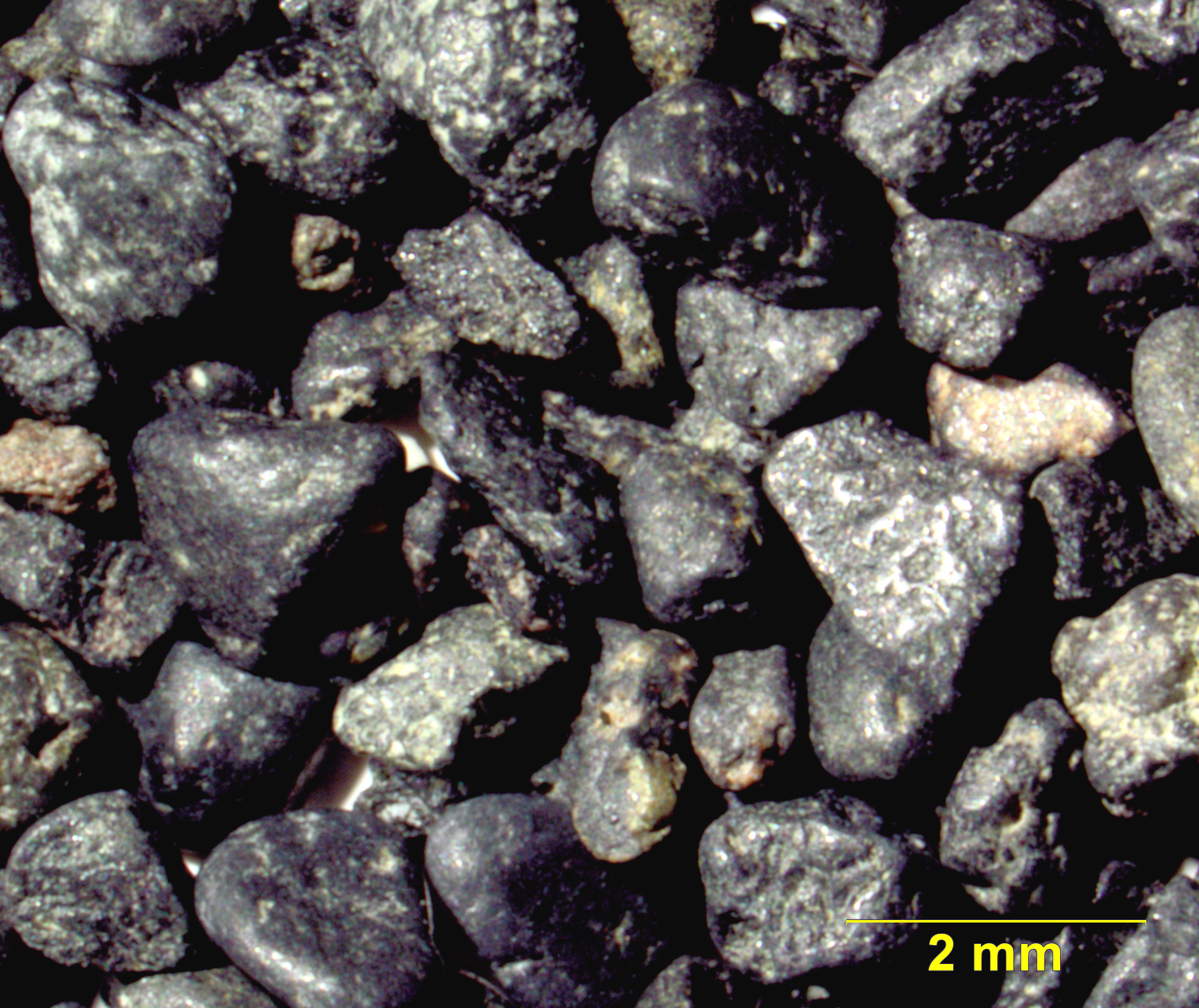

黑沙（Black sand）是由海水搬運積聚的礦物碎屑形成的漂砂沉積。若堆積體的數量極多，可以形成海灘。
沙呈黑色或深色，主要因所沖刷的重礦物為深色。在海灘上，海浪的能量把比重小的礦物帶走，只留下抗風化和抗磨蝕的重礦物於海灘上。此些重礦物沈積物的可能是鐵、錫石、鋯石或稀有金屬。